# گمینا زمبژتسه
گمینا زمبژتسه (به لهستانی:  Gmina Zembrzyce) یک گمینا در لهستان است که در شهرستان سوخا واقع شده‌است. گمینا زمبژتسه ۳۹٫۹ کیلومتر مربع مساحت و ۵٬۵۳۳ نفر جمعیت دارد.